# Oreostylidium subulatum
Oreostylidium subulatum ist die einzige Art der damit monotypischen Gattung Oreostylidium innerhalb der Stylidiaceae. Sie ist endemisch in Neuseeland.
Oreostylidium subulatum ist eine sehr kleine Pflanze mit eher unscheinbaren und kleinen, weißen Blüten. Unterhalb der Blüte besitzt die Pflanze Trichome, die ebenso aufgebaut sind wie bei den nahe verwandten Arten der Gattung Stylidium und diesen eine karnivore Lebensweise ermöglichen. Oreostylidium subulatum wird nicht als karnivore Art betrachtet, allerdings gab es noch keine entsprechenden Untersuchungen, ob sie verdauende Enzyme produziert und entsprechend doch karnivor sein könnte.

## Merkmale
Oreostylidium subulatum ist eine sehr kleine Pflanze mit einer Wuchshöhe von etwa zwei bis drei Zentimetern. Die ungestielten Blätter sind von linealischer bis pfriemlicher Form. Sie erreichen eine Länge von 10 bis 40 mm und eine Breite von 1 bis 2 mm Breite und stehen in einer dichter grundständigen Blattrosette. Die Blätter sind zudem unbehaart, weich und ganzrandig, selten an der Spitze gefiedert. Die Stomata besitzen keine Tochterzellen (anomocytisch), wie dies beispielsweise bei Donatia der Fall ist. Die einfach aufgebaute und unverzweigte Wurzel besitzt einen Zentralzylinder mit vier Xylempolen (tetrarche Wurzel). Die Pflanzen bilden Stolonen oder Rhizome von bis zu 6 cm Länge aus, diese sind durch Internodien geteilt.
Der sehr kurze Blütenstängel, der nicht aus der Blattrosette herausragt, ist dünn und aufrecht stehend. Er hat eine Höhe von maximal zwei bis drei Zentimetern und ist von drüsigen Trichomen besetzt, die denen der Schusspflanzen entsprechen und bei diesen durch die in ihnen enthaltenen Verdauungsenzyme eine karnivore Lebensweise ermöglichen. Tragblätter sind manchmal vorhanden, oft aber nicht, wenn sind sie sehr klein und linealisch.
Der Blütenstand besteht aus einer einzelnen, radiärsymmetrischen weißen Blüte. Die Blütenblätter sitzen gleichmäßig an der Blüte und sind in ihrer Form und Größe gleich, die Blütenaderung ist einfach und nur wenig verzweigt. Der Blütenkelch ist aufrecht stehend und gestaucht, außerdem ist er fast so breit wie der Fruchtknoten ausgebildet. Er besteht aus fünf verwachsenen Blättern. Die fünf Kronblättern entsprechen in ihrem Aufbau den Blüten der ebenfalls in die Stylidiaceae eingeordneten Forstera- und Phyllachne-Arten Neuseelands.
Wie die Schusspflanzen besitzt Oreostylidium eine Säule, bei der die beiden Staub- mit dem aus zwei Fruchtblättern bestehenden Fruchtknoten verwachsen sind. Der Fruchtknoten ist groß, zylindrisch und länglich. An der Verbindung zum Blütenstängel ist er verengt. Die Säule ist jedoch anders als bei den Schusspflanzen unbeweglich und reagiert nicht auf Berührungen.
Nach der Blüte bildet sich eine 5 bis 8 mm lange, zwischen 4 und 5 mm durchmessende, breitovale bis umgekehrt eiförmige Kapselfrucht.
Der Chromosomensatz (Karyotyp) von Oreostylidium subulatum besteht aus 2n = 30 Chromosomen.

## Verbreitung und Lebensraum

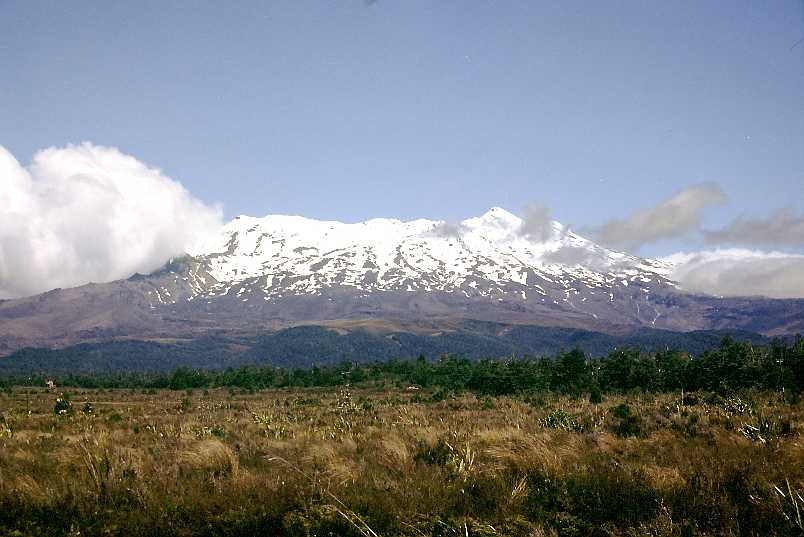
Mount Ruapehu auf der Nordinsel Neuseelands

Oreostylidium subulatum ist endemisch auf Neuseeland, dabei ist die Art jedoch nicht so lokal begrenzt wie die anderen Arten der Stylidiaceae, Vertreter der Gattungen Forstera und Phyllachne. Nach einem Bericht von R. Good 1925 ist die Art auf die Südinsel Neuseelands beschränkt, nach früheren Berichten wurde sie allerdings auch im Bereich des Ruapehu auf der Nordinsel gefunden. Auf der Südinsel wurden Vorkommen am Swampy Hill nahe Dunedin und den Grampians nahe Nelson beschrieben.
In ihrem Lebensraum ist Oreostylidium subulatum wie die Arten von Forstera und Phyllachne auf die montanen und subalpinen Höhenstufen beschränkt. Die Art wird in Neuseeland als nicht gefährdet eingestuft.
Über die Besiedlung Neuseelands durch Oreostylidium subulatum und die anderen Arten der Stylidiaceae gab es bis vor wenigen Jahren sehr unterschiedliche Meinungen. So ging Wardle 1968 davon aus, dass die Vorfahren dieser Arten als evolutionär sehr alte Gattungen bereits auf Antarktika gelebt haben und Neuseeland über Tasmanien erreicht haben sollen. Die Vorfahren sollen auf ausgelaugten Böden der Höhenlagen überlebt haben, bevor sie sich im Pliozän zu montanen Arten ausbildeten. Raven 1973 hält es dagegen für wahrscheinlich, dass die montanen Arten erst während der durch das Zusammenstoßen der Australischen Platte mit der Eurasischen Platte ausgehenden Orogenese im Pleistozän oder späten Pliozän über Australien nach Neuseeland verdriftet wurden und sich in den neu entstandenen Lebensräumen etablieren konnten. Aufgrund von molekularbiologischen Ergebnissen zur Verwandtschaftsanalyse von Oreostylidium subulatum und den in Australien beheimateten Schusspflanzen (Stylidium) wird heute eine Entstehung der Art vor etwa drei Millionen Jahren sowie eine Verdriftung der Stammart vom Australischen Festland angenommen.

## Wissenschaftsgeschichte und Systematik

### Entdeckung und Klassifikation
Die Erstbeschreibung von Oreostylidium subulatum erfolgte im Jahr 1864 durch William Jackson Hooker als Stylidium subulatum in der Gattung Stylidium. Die Klassifikation erfolgte auf der Basis von Individuen ohne Blüten und er bezog sich bei der Einordnung auf die Morphologie der Frucht sowie auf Gemeinsamkeiten der ökologischen Ansprüche an das Habitat. Innerhalb der Gattung stellte er die Art aufgrund der Fruchtmorphologie in die Untergattung Tolypangium. Im Jahr 1878 stellte Ferdinand von Mueller Stylidium subulatum aufgrund der Blütenmorphologie in die verwandte Gattung Phyllachne und im selben Jahr platzierte Sven Berggren sie als einzige Art in die von ihm neu beschriebene monotypische Gattung Oreostylidium.
Im Jahr 1887 beschrieb William Colenso eine zweite Art der Gattung und nannte sie Oreostylidium affine, basierend auf morphologischen Unterschieden mit den vorherigen Beschreibungen von Oreostylidium subulatum. Dabei stellte er bereits bei der Beschreibung dar, dass er sich nicht ganz sicher über die neue Art sei, sich die ihm vorliegenden Exemplare jedoch von den Beschreibungen durch Berggren und Hooker unterschieden. O. affine wurde später als Synonym für Oreostylidium subulatum aufgenommen.
Die aktuelle Diskussion um die Blütenmorphologie sowie die molekularbiologischen Ergebnisse legen eine erneute Einordnung in die Gattung Stylidium nahe, wo die Art als Schwesterart von Stylidium graminifolium aufgenommen werden sollte. Entsprechend ist es wahrscheinlich, dass Oreostylidium subulatum mit der nächsten Revision der Stylidiaceae wieder unter ihrem ersten Namen Stylidium subulatum von 1864 geführt werden wird.

### OreostylidiumundStylidium
Aufgrund der Gemeinsamkeiten im Blütenbau wurde vorgeschlagen, Oreostylidium subulatum in die Gattung Stylidium aufzunehmen, dies wurde jedoch aufgrund der deutlichen Unterschiede verworfen. Nach Ansicht einiger Forscher soll Oreostylidium subulatum eine Extremform der so genannten Pädomorphose darstellen, der Blütenaufbau soll sich also von einem sehr frühen Stadium der Blütenentwicklung zur vollständigen Stylidium-Blüte ableiten. Alternativ wird überlegt, ob die Blüte ein Reduktionsergebnis sein könnte. Dieser Prozess soll durch die Isolation der Art auf Neuseeland stattgefunden haben. Die gesamte Population von Oreostylidium subulatum ist demnach auf eine sehr kleine Gründerpopulation, im Extremfall sogar auf einen einzigen Samen zurückzuführen, die aus Australien nach Neuseeland verdriftet wurde. Durch den neuen Lebensraum und vor allem das Fehlen der in Australien typischen Bestäuberarten, auf die die hochspezialisierten Blüten der Stylidium-Arten ausgelegt sind, vollzog sich in der Gründerpopulation eine vollständige Veränderung der Blütenmorphologie hin zu unspezifisch bestäubbaren Blüten. Diese Blüten erlauben es anders als die Blüten der Stylidium-Arten eine obligate Selbstbefruchtung.

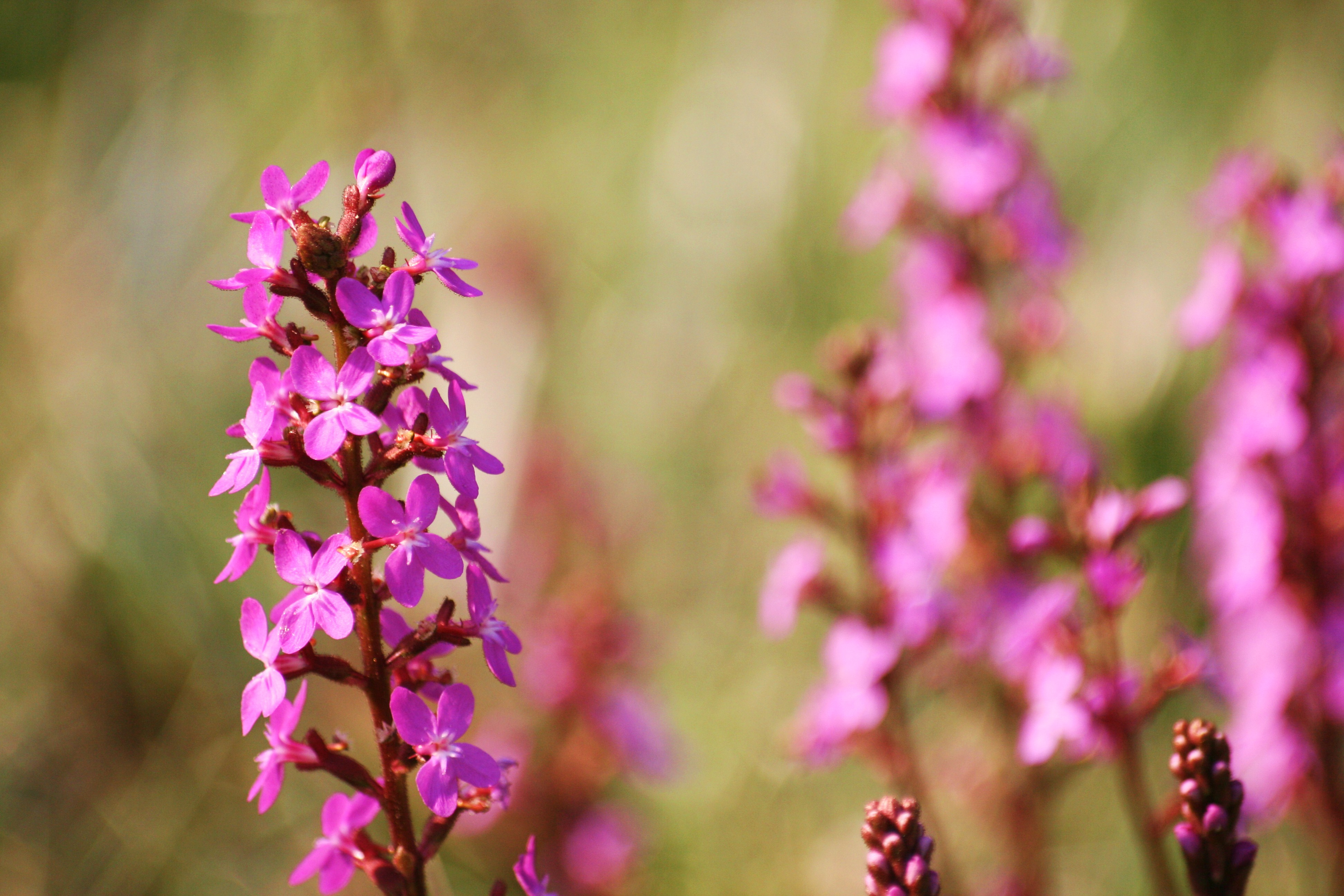
Blütenstand von Stylidium graminifolium. Molekulare Daten zeigen, dass S. graminifolium wahrscheinlich die Schwesterart von Oreostylidium subulatum ist

Diese Überlegungen werden durch molekularbiologische Untersuchungen gestützt, die Oreostylidium subulatum als Schwesterart von Stylidium graminifolium identifizieren. Anhand von verschiedenen Genen der Chloroplasten-DNA, rbcL und ndhF, konnte 1998 festgestellt werden, dass in allen resultierenden Stammbäumen Oreostylidium subulatum innerhalb der Stylidium-Arten eingeordnet wurde. Im Jahr 2002 wurde zudem eine nahe Verwandtschaft zwischen Stylidium graminifolium und Oreostylidium subulatum festgestellt, die als Schwesterarten innerhalb der Gattung Stylidium identifiziert werden konnten. Über den genetischen Unterschied der beiden Arten wurde kalkuliert, dass die Artspaltung aus einer gemeinsamen Stammart, die anatomisch Stylidium graminifolium entsprochen haben wird, in zwei Arten vor etwa drei Millionen Jahren stattgefunden haben soll. Aufbauend auf diesen Ergebnissen wurde eine Rückführung von Oreostylidium subulatum in die Gattung Stylidium gefordert.

## Belege
1. 1 2  L. J. Rapson: Vegetative Anatomy in Donatia, Phyllachne, Forstera and Oreostylidium and its Taxonomic Significance. In: Transactions and Proceedings of the Royal Society of New Zealand 80, 1952: Seiten 399–402 (Volltext)
2. ↑  D. W. Darnowski, D. M. Carroll, B. Płachno, E. Kabanoff, E. Cinnamon: Evidence of Protocarnivory in Triggerplants (Stylidium spp.; Stylidiaceae) Plant Biology 8, 2006; Seiten 805–812, doi:10.1055/s-2006-924472.
3. ↑  Douglas Darnowski, Stephen Moberly, Bartosz Plachno: Triggerplants (Stylidium spp.; Stylidiaceae): A Previously Unrecognized Genus of Carnivorous Plants. Präsentation Botany & Plant Biology 2007, 7.–11. Juli 2007, Chicago, Illinois, Session Cp52, Number Cp52001, Abstract ID 18, (Abstract)
4. ↑  J. A. Wege: Corolla venation in Stylidiaceae. in Journal of the Royal Society of Western Australia 84, 2001; Seiten 97–101 (PDF (Memento vom 29. September 2007 im Internet Archive))
5. 1 2 3  Colenso, W. (1887). Art. XXVII.—On new Phœnogamic Plants of New Zealand. Read before the Hawke's Bay Philosophical Institute, 12. September 1887. Transactions and Proceedings of the Royal Society of New Zealand, 20: 197.
6. 1 2   Factsheet (Memento vom 4. Oktober 2007 im Internet Archive) der Pflanze im New Zealand Plant Conservation Network
7. ↑  R. Good: On the geographical distribution of the Stylidiaceae. in New Phytologist 24(4), (1925): Seiten 225–240.
8. 1 2 3 4 5 6  S.J. Wagstaff, J. Wege: Patterns of diversification in New Zealand Stylidiaceae in American Journal of Botany, 89(5), 2002: Seiten 865–874. (Volltext (Memento des Originals vom 18. Februar 2009 im Internet Archive)  Info: Der Archivlink wurde automatisch eingesetzt und noch nicht geprüft. Bitte prüfe Original- und Archivlink gemäß Anleitung und entferne dann diesen Hinweis.)
9. 1 2  Buchanan, J. (1879). Art. LVI.—Notes on New Zealand Plants. Read before the Wellington Philosophical Society, 21. Februar 1880. Transactions and Proceedings of the Royal Society of New Zealand, 12: 380.
10. 1 2 3  N. Laurent, B. Bremer, K. Bremer: Phylogeny and generic interrelationships of the Stylidiaceae (Asterales), with a possible extreme case of floral paedomorphosis. in Systematic Botany, 23(3), 1999: Seiten 289–304.